# タンパク質ファミリー
タンパク質ファミリー（タンパクしつファミリー、英: protein family）とは、進化上の共通祖先に由来すると推定されるタンパク質をまとめたグループである。生物を進化系統により分類するように、タンパク質を進化の観点から分類する意味がある。同様の概念で遺伝子をまとめた「遺伝子ファミリー」（遺伝子族）もあるが、これもタンパク質ファミリーにほぼ対応する（タンパク質をコードしないncRNA遺伝子を除く）。
具体的には、一次構造の相同性が統計学的に有意に高いものを、共通祖先タンパク質に由来すると想定し、タンパク質ファミリーを設定している。タンパク質分子を構成する構造上の単位には、立体的および機能的単位であるドメインや、さらに小規模な構造的特徴であるモチーフがあるが、ドメインを一次構造に基づき分類したグループ（ドメインファミリー）がタンパク質ファミリーの基本となっている。類似構造を有しながら一次構造の配列類似性は非常に低いドメインあるいはタンパク質もあるが、このようなものは"収束進化"によると考えられ、一般には同じファミリーにまとめない。一般のタンパク質は複数のドメインからできており、タンパク質ファミリーはどのようなドメインファミリーからなるかによって決められる。
タンパク質をコードする遺伝子は進化の過程で遺伝子シャフリングを受け、これによって独立に進化しうる各ドメインが組み合わされてタンパク質分子を構成している。このため、1つのファミリーにまとめられるタンパク質でも、そのドメインの並び方は違う場合もある。例えば、ABC輸送体スーパーファミリーは知られている全生物種がそれぞれ多数を持つ巨大なグループであるが、構成ドメインの並び方は種類により異なり、さらにこれらが複数の分子（サブユニット）に分かれているものもある。
さらには1種類のタンパク質が部分的な特徴から複数のファミリーに分類されうることもある。例えば細胞外ドメインが免疫グロブリンスーパーファミリーに、細胞内ドメインがチロシンキナーゼファミリーに属す受容体（線維芽細胞増殖因子受容体）などが知られている。
ファミリーの定義は研究者により異なり、またファミリーの範囲も厳密に定義されるものではない。ファミリーより広い範囲をスーパーファミリー、より狭い範囲をサブファミリーとする分類も用いられるが、いずれも厳密に定義されるものではなく相対的な概念である。
タンパク質ファミリーおよび遺伝子ファミリーは2つの系列に分けることができる。1つは、種の分化とともに同じ祖先遺伝子が分化し、別の生物が互いに類似の遺伝子またはタンパク質を持つに至る場合で、オーソログという。これは一般に同じまたはよく類似した機能を持つ。他の1つは、遺伝子重複により、同じ種が互いに似た複数の遺伝子（タンパク質）を持つに至る場合で、パラログという。
元の1つの遺伝子が機能を保つか、あるいはその機能が不要になった場合には、パラログである他の遺伝子（または不要になった遺伝子）は機能的束縛から解放され、進化的に新しい機能を獲得することもある。一例を挙げれば、水晶体を形成しているα-クリスタリンは低分子量熱ショックタンパク質ファミリーに入れられる。つまり熱ショックタンパク質の一種が、機能的には一見異なる（ただし元来のシャペロン機能も保ち水晶体を透明化する役割を担うと考えられる）水晶体タンパク質に流用されたと考えられる。